# 17991 Joshuaegan
A 17991 Joshuaegan (ideiglenes jelöléssel 1999 JN65) a Naprendszer kisbolygóövében található aszteroida. A LINEAR projekt keretében fedezték fel 1999. május 12-én.